# Selenin cynku
Selenin cynku, ZnSeO3 – nieorganiczny związek chemiczny, sól kwasu selenawego i cynku.

## Właściwości
Selenin cynku jest bezbarwnym ciałem stałym, nierozpuszczalnym w wodzie. W podwyższonej temperaturze (ponad 100°C) ulega rozkładowi termicznemu.

## Toksyczność
Substancja działa silnie drażniąco na błony śluzowe oczu i dróg oddechowych. Powoduje odoskrzelowe zapalenie płuc oraz obrzęk płuc. Działa toksycznie na wiele narządów: wątrobę, nerki, drogi moczowe, przewód pokarmowy, śledzionę, szpik kostny, serce oraz nerwy.
Może kumulować się w ustroju.

## Pierwsza pomoc
W przypadku kontaktu substancji z oczami lub skórą należy je przemyć dużą ilością wody.
Przy spożyciu seleninu cynku należy podać choremu dużą ilość wody i spowodować wymioty.
Należy również skontaktować się z lekarzem.

## Działanie na organizmy wodne
Selenin cynku jest związkiem bardzo toksycznym dla organizmów wodnych.
Dawki toksyczne dla niektórych organizmów:
- karaś złocisty – 2 mg/l/18 h
- dafnia (rozwielitka) – 2,5 mg/l
- glony – 2,5 mg/l